# Pastoralis Praeeminentiae
Pastoralis Praeeminentiae е папска була на римския папа Климент V издадена на 22 ноември 1307 г., адресирана до християнските монарси от Западна Европа, с която се нарежда арестуването на рицарите от Ордена на тамплиерите и разследване на тяхната дейност.
За времето на своето съществуване Орденът на тамплиерите придобива голяма власт и големи владения и имоти в цяла Европа. Съзирайки заплаха в тяхно лице и искайки богатството им, френският крал Филип IV Хубави, затънал в дългове към тамплиерите, убеждава папа Климент V да започне преследване на ордена. През 1307 г. кралят започва арести на рицари тамплиери и ги обвинява в содомия, идолопоклонничество, манихейство и други престъпления. На 13 октомври същата година, Жак дьо Моле, великият Магистър на ордена, е арестуван заедно със сто и четиридесет рицари – тамплиери. Подложени на ужасни изтезания, правят признания за ерес, содомия, човекоядство и множество други престъпления.
На 22 ноември 1307 г. папа Климент V под влияние на френския крал издава булата „Pastoralis Praeeminentiae“, с която се постановява арестуване на тамплиерите и фактически се оправдават извършените вече арести от френския крал. Над сто от рицарите на ордена са изгорени живи на клада, а още петдесет и един последват съдбата им през 1311 г. На 18 март 1314 г. Жак дьо Моле и прецепторът на Нормандия, Жофроа дьо Шарне, също са изгорени на клада.
Въпреки папското искане, не всички монарси изпълняват веднага постановленията на булата, най-вече английският крал Едуард II, който първоначално отказва да повярва на обвиненията срещу тамплиерите.
Орденът е формално разпуснат с издаването на „Vox in excelso“ на 22 март 1312 г. на събора във Виен. Ликвидацията на ордена приключва окончателно с издаването на булата „Ad providam“ (2 май 1312), по силата на която имуществото на ордена се предава на Ордена на рицарите-хоспиталиери.